# ビション・ヨーキー
ビション・ヨーキー（英：Bichon Yorkie）は、イギリスのイングランド原産の愛玩用の犬種である。1980年代に、ロンドンの獣医師ブルース・フォーグルがビション・フリーゼとヨークシャー・テリアの異種交配から生まれた雑種犬を報告し、純血種よりも健康なものとしてその性質を賞賛した。これをもとに改良と交配を重ねて犬種として作出された。
その容姿はビション・フリーゼとヨークシャー・テリアのほぼ中間であるが、まだしっかりと固定されたわけではない。ビション・フリーゼの保温性の高いコートを持ち、ヨークシャー・テリアの丈夫さを持つ。体高23〜31cm、体重3〜6kgの小型犬。